# 琴平町
琴平町（ことひらちょう）は、香川県の町。仲多度郡に属する。

## 概要
町西部に「こんぴらさん」の総本山である金刀比羅宮という神社が所在し、毎年初詣などで多くの観光客で賑わう。

## 地理
香川県の南西部に位置する。町域の西側が、標高524mの象頭山の山裾に沿う。
町内には大字がある地域と無い地域が混在し、大字の無い地域では町名に続いて直接番地が来る表記となる（例えば金刀比羅宮は（琴平町）892番地1である）。大字の無い地域の郵便番号は、1～426番地（金倉川以東、字川東）が766-0002、427番地以上（金倉川以西、字川西）が766-0001となる。
- 山 - 象頭山、琴平山、愛宕山
- 川 - 金倉川
- 平野 - 讃岐平野

### 人口
| |                                        |  |
| 琴平町と全国の年齢別人口分布（2005年） | 琴平町の年齢・男女別人口分布（2005年） |  |
| ■紫色 ― 琴平町 ■緑色 ― 日本全国 | ■青色 ― 男性 ■赤色 ― 女性              |  |
| 琴平町（に相当する地域）の人口の推移 \| 1970年（昭和45年） \| 14,324人 \| \| \| 1975年（昭和50年） \| 14,153人 \| \| \| 1980年（昭和55年） \| 13,807人 \| \| \| 1985年（昭和60年） \| 13,323人 \| \| \| 1990年（平成2年） \| 12,632人 \| \| \| 1995年（平成7年） \| 12,002人 \| \| \| 2000年（平成12年） \| 11,335人 \| \| \| 2005年（平成17年） \| 10,747人 \| \| \| 2010年（平成22年） \| 9,967人 \| \| \| 2015年（平成27年） \| 9,186人 \| \| \| 2020年（令和2年） \| 8,468人 \| \| |                                        |  |
| 総務省統計局 国勢調査より |                                        |  |
| 1970年（昭和45年） | 14,324人                               |  |
| 1975年（昭和50年） | 14,153人                               |  |
| 1980年（昭和55年） | 13,807人                               |  |
| 1985年（昭和60年） | 13,323人                               |  |
| 1990年（平成2年） | 12,632人                               |  |
| 1995年（平成7年） | 12,002人                               |  |
| 2000年（平成12年） | 11,335人                               |  |
| 2005年（平成17年） | 10,747人                               |  |
| 2010年（平成22年） | 9,967人                                |  |
| 2015年（平成27年） | 9,186人                                |  |
| 2020年（令和2年） | 8,468人                                |  |

### 地区別人口・面積
| 地区 | 世帯数（世帯） | 人口（人） | 面積（km2） | 人口密度（人／km2） |
| ---- | -------------- | ---------- | ----------- | ------------------- |
| 琴平 | 1201           | 2846       | 2.995       | 950.25              |
| 榎井 | 980            | 2462       | 1.091       | 2256.65             |
| 五條 | 692            | 1678       | 1.125       | 1491.56             |
| 象郷 | 964            | 2834       | 3.249       | 872.27              |
| 合計 | 3837           | 9820       | 8.46        | 1160.76             |

### 広袤（こうぼう）
| 国土地理院地理情報によると琴平町の東西南北それぞれの端は以下の位置で、東西の長さは3.30km、南北の長さは5.29kmである。 |
| 節内の全座標を示した地図 - OSM                                                                                       |
| 節内の全座標を出力 - KML                                                                                             |
| 表示 |

|                                                                          | 北端 北緯34度13分22秒 東経133度48分50秒 / 北緯34.22278度 東経133.81389度 ↑   |                                                                         |
| 西端 北緯34度11分17秒 東経133度48分0秒 / 北緯34.18806度 東経133.80000度← | 中心点 北緯34度11分56秒 東経133度49分4.5秒 / 北緯34.19889度 東経133.817917度 | 東端 →北緯34度11分7秒 東経133度50分9秒 / 北緯34.18528度 東経133.83583度 |
|                                                                          | ↓ 南端 北緯34度10分30秒 東経133度49分18秒 / 北緯34.17500度 東経133.82167度   |                                                                         |

### 沿革

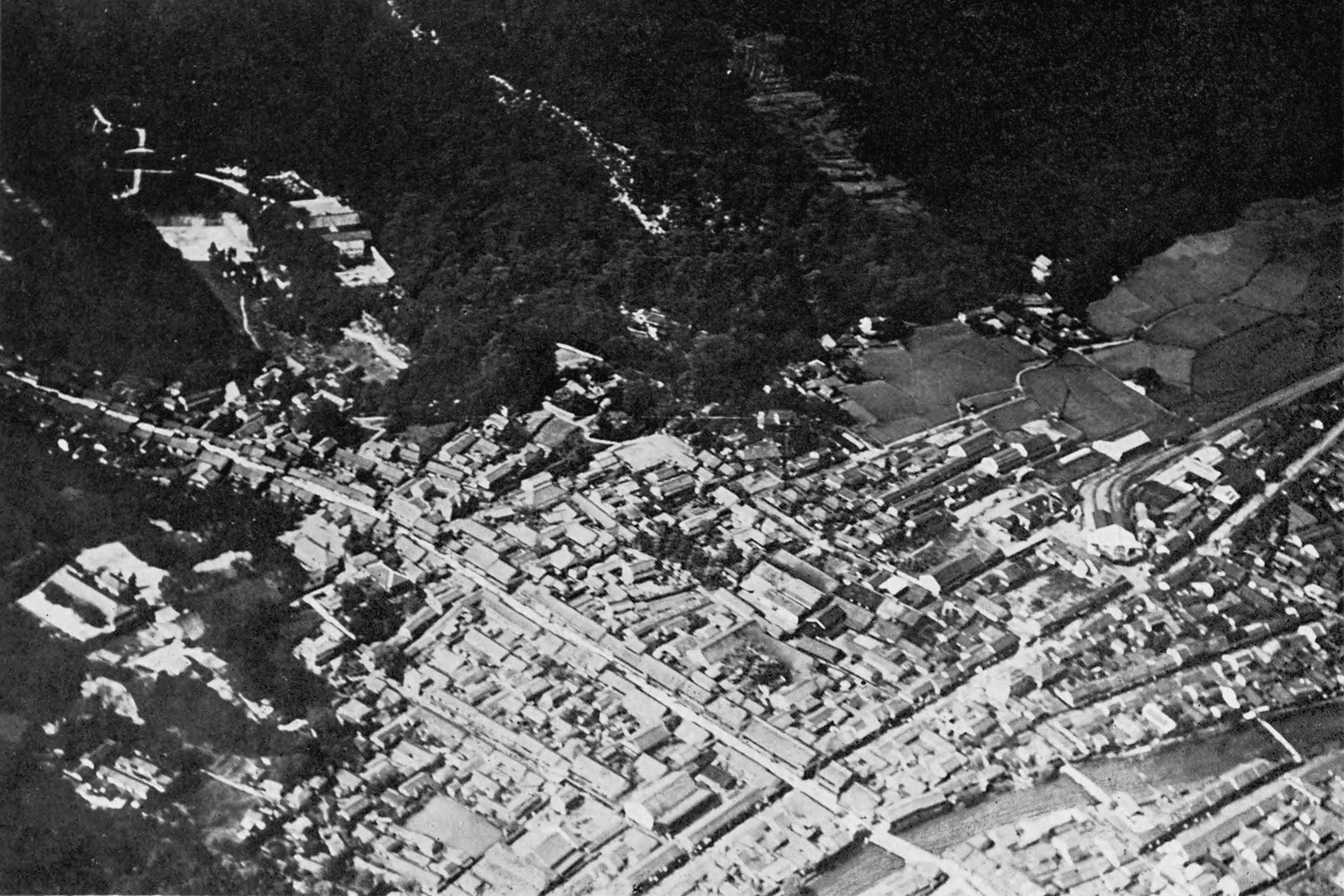
琴平町の航空写真（1931年）

- 1873年（明治6年）11月27日 - 諸官省布達により那珂郡金毘羅村を琴平村と改称。
- 1890年（明治23年）2月15日 - 町村制施行
  - 琴平村が町制をしき琴平町（初代）となる。
  - 榎井村が発足。
- 1950年（昭和25年）3月15日 - 町内に昭和天皇の戦後巡幸。琴平小学校校庭に琴平町奉迎場を設けて昭和天皇を迎えた[1]。
- 1955年（昭和30年）4月1日 - 琴平町（初代）、榎井村が合併し、琴平町となる。
  - 旧榎井村の地域には大字榎井を設定したが、旧琴平町の地域には大字や町丁などは設定されなかった。
- 1956年（昭和31年）3月31日 - 満濃町五條地区（西地区の一部）を編入。
- 1957年（昭和32年）10月10日 - 満濃町五條地区（東地区の一部）を編入。
- 1958年（昭和33年）4月1日 - 象郷村を編入（下櫛梨の一部は善通寺市へ）
- 1972年（昭和47年）12月1日 - 町章を制定する[2]

## 産業
- 金刀比羅宮の鳥居前町として観光が主産業であり、全国門前町サミットにも参加している。
- ニンニクの一大産地でもある。

## 提携都市
- 日本 出雲市（島根県）
2004年（平成16年）9月25日 旧大社町と友好都市協定を締結。

## 特産品
- 灸まん（土産菓子）

## 教育

### 学校

#### 小学校
- 琴平町立琴平小学校
- 琴平町立榎井小学校
- 琴平町立象郷小学校

#### 中学校
- 琴平町立琴平中学校

#### 高等学校
- 香川県立琴平高等学校

#### 専修学校
- 香川県立農業大学校（専修学校専門課程、農業者研修教育施設）

## 交通

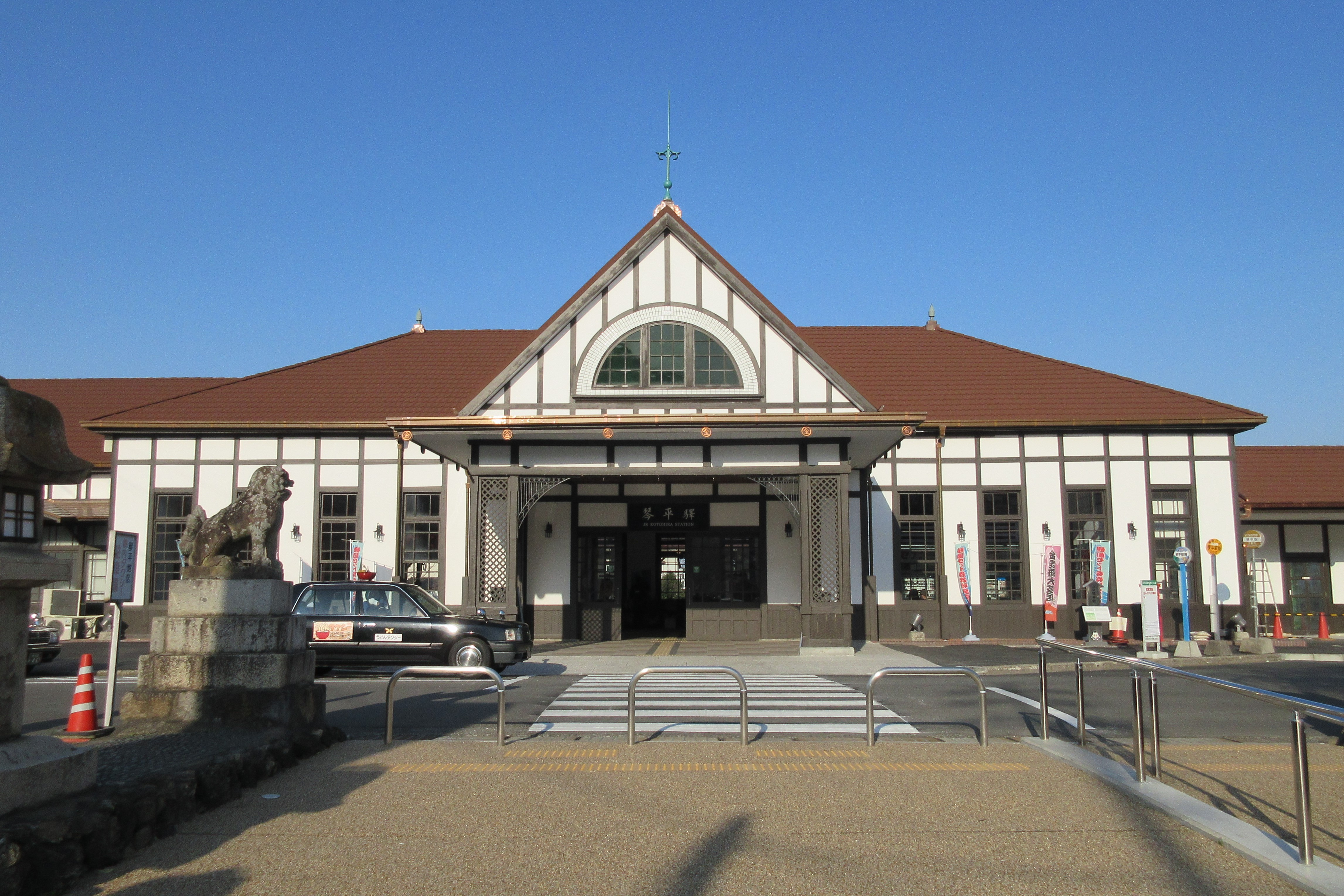
琴平駅

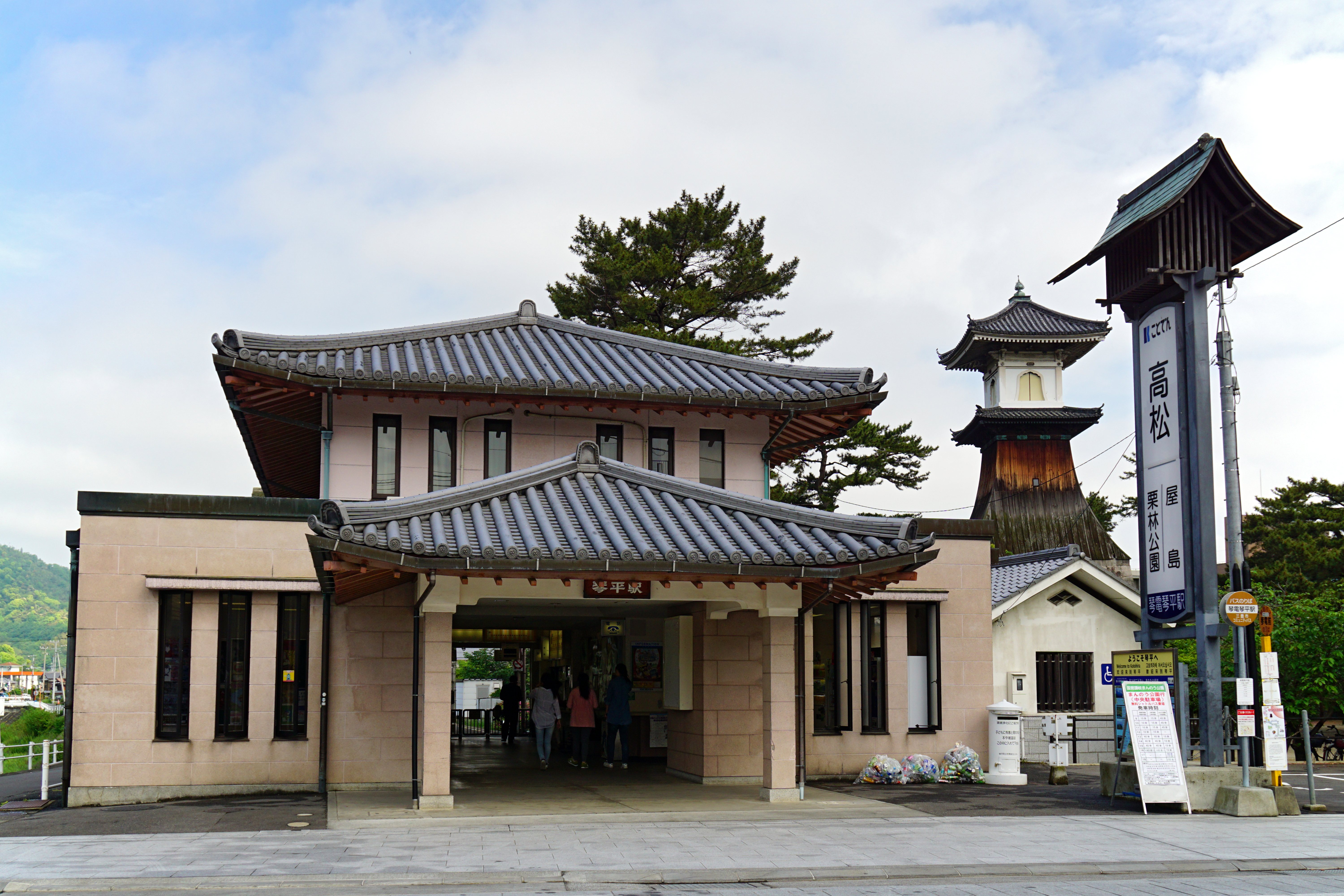
琴電琴平駅

### 鉄道路線
町内にはJR四国の土讃線と高松琴平電気鉄道（ことでん、琴電）琴平線の2本の鉄道路線が通っている。かつては琴平参宮電鉄（琴参）や琴平急行電鉄線（琴急）も丸亀市・坂出市方面と町を結ぶ鉄道を運行していた。
JR四国の琴平駅には全特急列車（南風・しまんと）と観光列車・四国まんなか千年ものがたりが停車する。土讃線の電化区間は当駅までのため高松方面からの電車は当駅で折り返す。ことでんは早朝を除き30分間隔で運行されており、琴電琴平駅と高松市中心部の瓦町駅間は約55分で連絡されている。
- JR四国 土讃線：琴平駅
- 高松琴平電気鉄道 琴平線：榎井駅 - 琴電琴平駅

### 路線バス
- 琴参バス
- 三豊市コミュニティバス
- 琴空バス（琴平～高松空港）

### 道路
江戸時代に金毘羅参りが盛んになると琴平と各地を結ぶ金毘羅街道が整備され、このうち琴平街道（高松街道）、丸亀街道、多度津街道、阿波街道、伊予・土佐街道の5つが「金毘羅五街道」と呼ばれた。金毘羅五街道はいずれも近代以降に県道、国道に指定されている。
現在、町域を通過している国道は、南北方向を結ぶ国道319号と、西讃地方に通じる国道377号の2本である。319号のうち北の善通寺市方面 - 琴平町を結ぶ区間は多度津街道、南の徳島県三好市方面 - 琴平町を結ぶ区間は阿波街道、377号は伊予・土佐街道をそれぞれ前身としている。かつて琴平街道は国道32号に指定されていたが、町内を通らない満濃バイパスの開通により町内区間は香川県道282号高松琴平線に変更されている。
高速道路は町内を通っていない。最寄のインターチェンジは北隣の善通寺市にある高松自動車道善通寺ICである。

#### 一般国道
- 国道319号
- 国道377号

#### 県道
町内を走る県道:
| - 香川県道・徳島県道4号丸亀三好線 - 香川県道47号岡田善通寺線 - 香川県道206号原田琴平線 | - 香川県道207号琴平停車場琴平公園線 - 香川県道208号大麻琴平買田線 - 香川県道282号高松琴平線 |

## 名所・旧跡・観光スポット・祭事・催事
- 金刀比羅宮

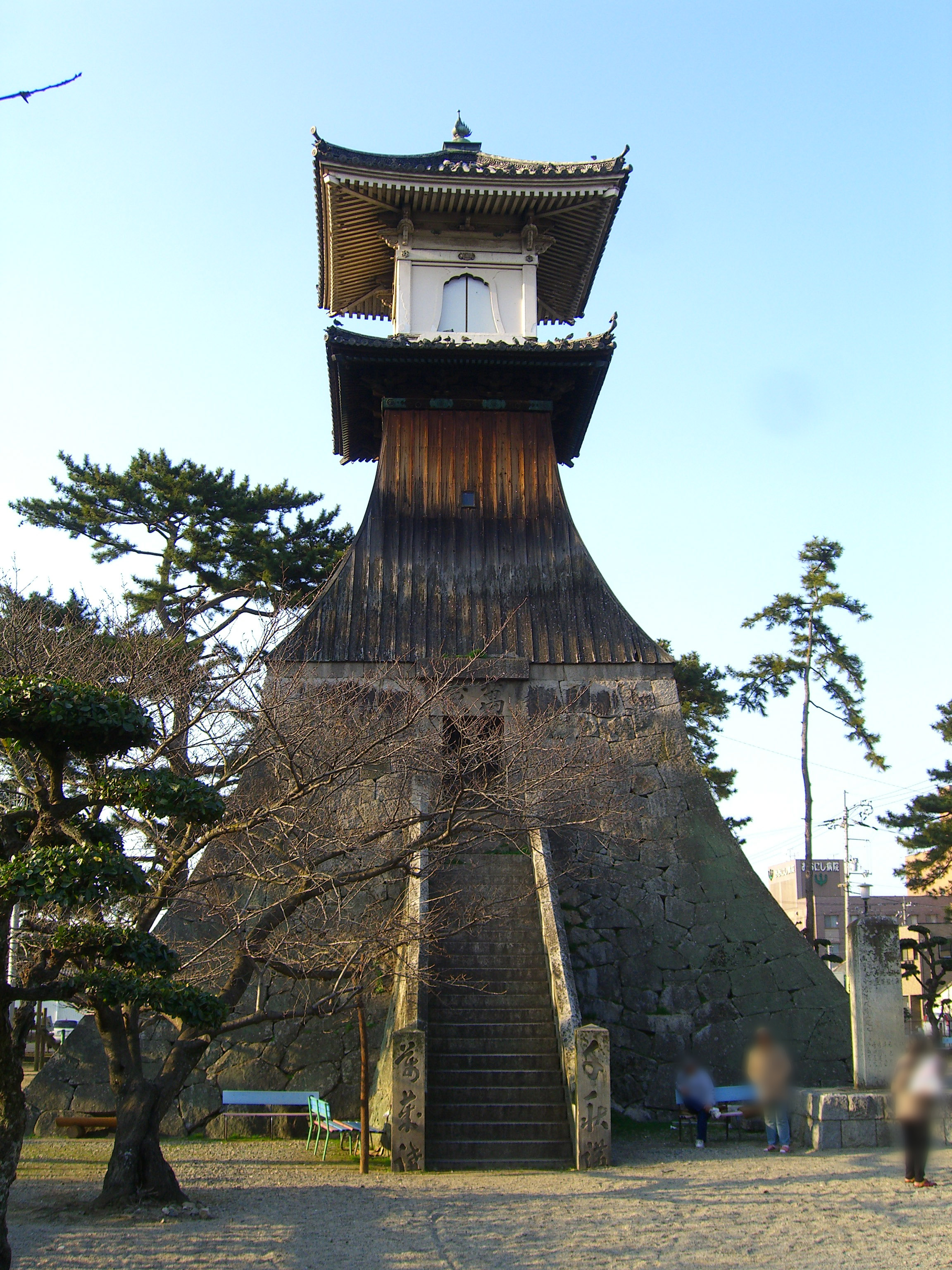
金刀比羅宮の高灯篭

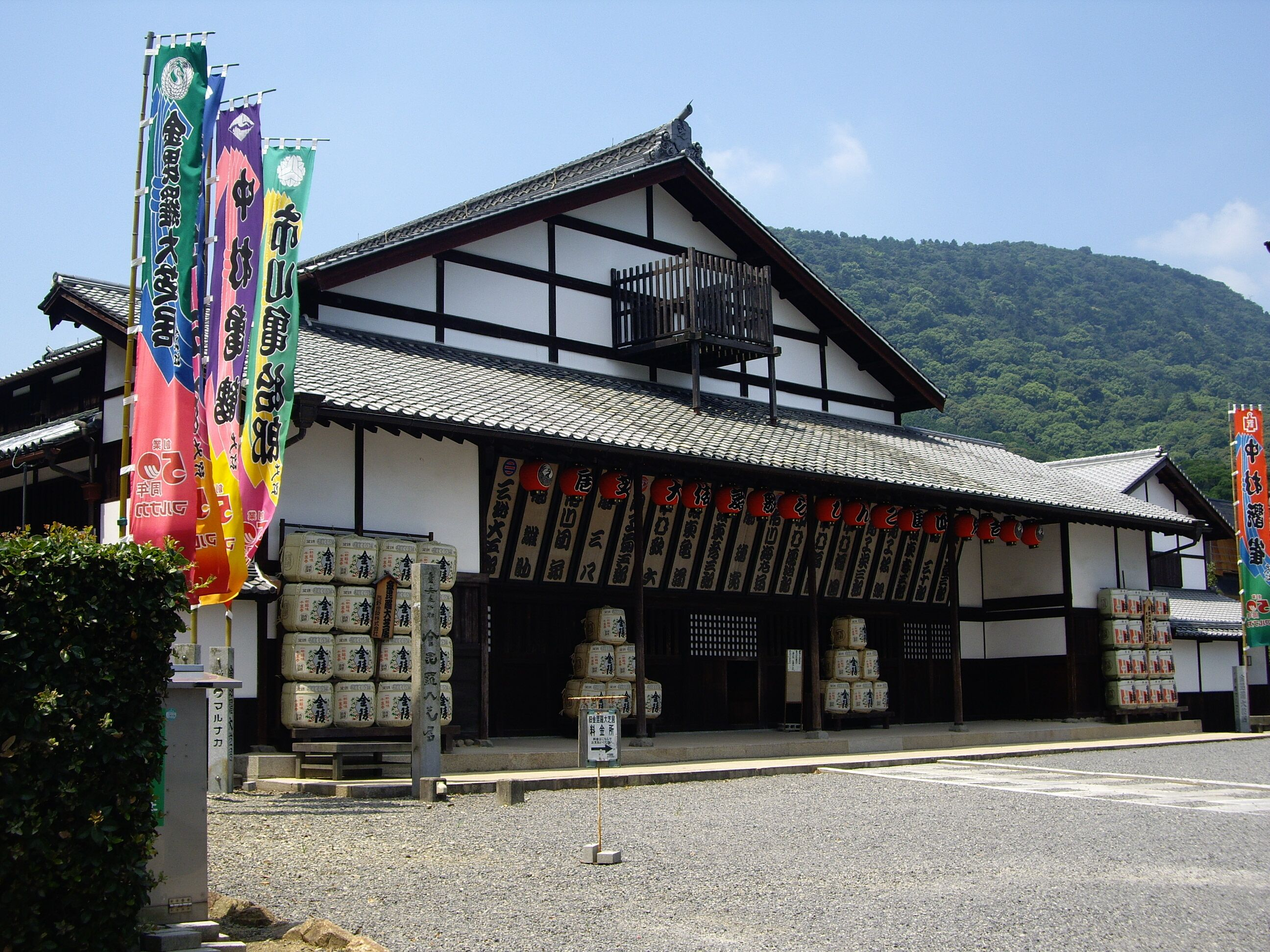
旧金毘羅大芝居（正面）

  - 旭社・四脚門・表書院・奥書院と多数の絵画が国の重要文化財
  - 高橋由一館
- 松尾寺 - 金毘羅大権現を祀る。四国八十八ヶ所番外霊場。新四国曼荼羅霊場16番。
- 高灯篭 - 1860年（万延元年）建立の高さ28mの日本一高い灯籠
- 旧金毘羅大芝居（金丸座）
- 香川県立琴平公園
- 鞘橋
- 海の科学館
- 琴平町立歴史民俗資料館（琴平町文化会館1階）
- 琴平町公会堂
- 松里庵 - 高杉晋作、日柳燕石ゆかりの旧料亭
- 琴平町の大センダン（国の天然記念物）
- こんぴら温泉郷（町内各宿泊施設）
  - 琴平花壇 - 寛永4年（1627年）創業の旅館

## ケーブルテレビ
- 2011年（平成23年）4月1日 サービス開始
- 経緯
  - 2010年（平成22年）3月4日 地域情報通信基盤整備推進交付金交付決定[3]
事業費： 693,617,000円　交付金 : 231,205,000円
全域にケーブルテレビ施設の整備を行い、デジタル放送サービス及び高速インターネット・サービスが利用できる環境を整備。これにより、デジタル・ディバイドを解消し、地域間の情報格差の是正を図ることを目的とした。
  - 2010年（平成22年）6月発行 広報ことひら2010年6月号 ひかりファイバーを整備します（情報通信基盤整備事業）[4]
  - 2010年（平成22年）6月11日 光サービス住民説明会について[5]
光ファイバを利用したサービス提供事業者がプロポーザルの結果、「中讃テレビ」に決定
  - 2010年（平成22年）7月12日 平成21年度(繰越)琴平町情報通信基盤整備事業光伝送路及びセンター設備等整備工事入札告示[6]
四電エンジニアリング 5億7000万円で落札
  - 2010年（平成22年）11月発行 広報ことひら2010年11月号 光サービス地区別個別相談会[7]
  - 2016年（平成28年）8月26日 地域情報通信基盤整備推進交付金事業の事後評価を公表[8]
CATV加入数 814、ブロードバンド加入数 1294(平成27年度末)

## 著名な出身者
- 日柳燕石 - 勤王博徒と呼ばれた。
- 金関丈夫 - 医学博士
- 西村貞朗 - 野球選手
- 白川大輔 - 野球選手
- 神余隆博 - 外交官
- 和田邦坊 - 漫画家、小説家、デザイナー、画家
- レツゴー正児 - タレント
- 久保井規夫 - 政治活動家
- 天風浩一 - 大相撲力士
- 中村光一 - ゲームクリエイター、実業家